# Гвиччарди, Джульетта
Графиня Юлия Гвиччарди (нем. Julie Guicciardi, итал. Giulietta Guicciardi; 23 ноября 1784, Прёмзель, — 22 марта 1856, Вена), в замужестве графиня Галленберг (Gallenberg) — австрийская пианистка и певица итальянского происхождения. Отдельные биографы Людвига ван Бетховена называют Юлию (более известную под именем Джульетты) его возлюбленной. Ей посвящена «Лунная соната».

## Биография
В возрасте семнадцати лет Джульетта переехала из родной Галиции в Вену, где жили родственники её матери — семья венгерских графов Брунсвиков. Вслед за своими кузинами, Терезой и Жозефиной фон Брунсвик, Джульетта начала брать уроки музыки у Бетховена, который не взимал с неё денег за занятия. Вместо этого она дарила ему вышитые ею самой сорочки.
В биографиях Бетховена описывается как бойкая, кокетливая и пустая женщина. Возможно, она и есть та «очаровательная девушка» из высшего общества, о женитьбе на которой мечтал композитор в письме к Вегелеру (ноябрь 1801 г.). Прямых доказательств увлечённости Бетховена австрийкой не найдено. Известно только, что в 1801 году в Венгрии Бетховен написал «Лунную сонату», которую посвятил Джульетте Гвиччарди:213. Гвиччарди также называют среди возможных адресаток знаменитого письма Бетховена, которое тот адресовал загадочной «Бессмертной возлюбленной».
Вскоре у Бетховена появился соперник — австрийский композитор В. Р. Галленберг, часто бывавший в Италии. В 1803 году Галленберг и Джульетта поженились и уехали в Италию. В Италии у неё завязался роман с князем Пюклером-Мускау, однако она не рассталась с мужем и вернулась с ним в Австрию в 1821 году. Галленберг испытывал финансовые трудности, и Джульетта попросила материальной помощи у Бетховена. Но композитор отказал ей. Джульетта скончалась в 1856 году.

## Образ в искусстве
- В биографическом фильме Бернарда Роуза «Бессмертная возлюбленная» (1994) роль Джульетты Гвиччарди исполнила Валерия Голино, в телесериале Дэймона Томаса и Урсул МакФарлейн «Гений Бетховена» (2005) — Элис Ив[4].
- Джульетте Гвиччарди спустя почти двести лет посвятил свою «Лунную сонату» (нем. Mondscheinsonate, 1993) российский композитор Виктор Екимовский.